# 妙光寺 (品川区)

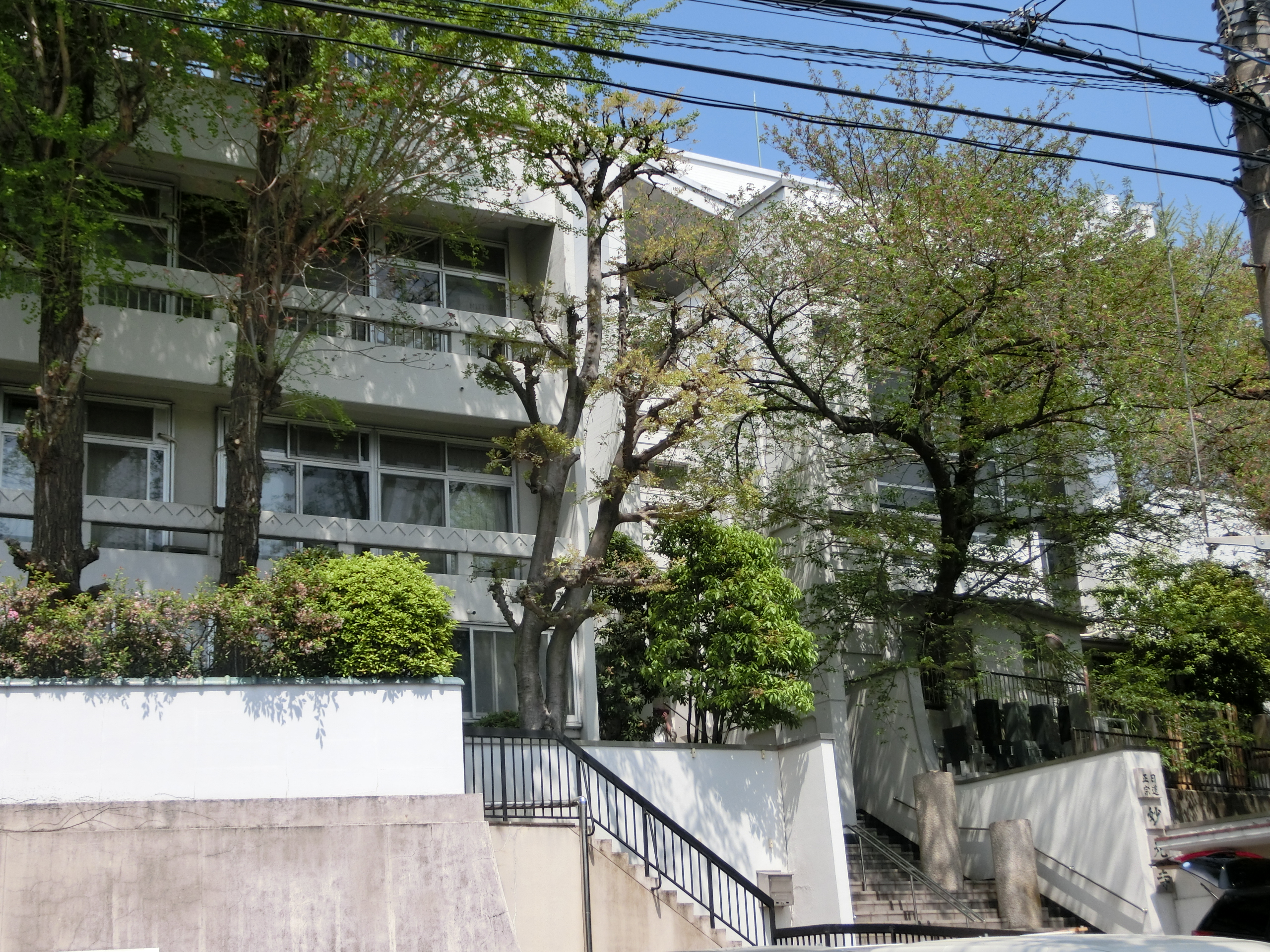
妙光寺

妙光寺（みょうこうじ）は、東京都品川区に所在する日蓮正宗の寺院。山号は高照山（こうしょうさん）。

## 起源と歴史
- 1616年（元和2年） - 駿河国駿東郡浮嶋村に建立される。開基は日蓮正宗大石寺第15世法主日昌。
- 1895年（明治28年）10月14日 - 東京に移転し、本堂新築落慶法要が行なわれる。
- 1896年（明治29年）4月20日 - 妙光寺会館落慶入仏式が行なわれる。
- 1902年（明治35年）3月6日 - 後の第60世法主日開が住職となる。
- 1906年（明治39年）8月28日 - 山門建立。
- 1936年（昭和11年）12月15日 - 後の第63世法主日満が住職となる。
- 1960年（昭和35年）10月11日 - 納骨堂建立。
- 1964年（昭和39年）3月8日 - 改築。

## 歴代住職
- 初代 廣布院日奘贈上人（富士本日奘）
- 第2代 大慈院日仁贈上人（有元日仁、宏智阿闍梨、道号は広賀）
- 第3代 日満上人（総本山大石寺第63世）
- 第4代 堅持院日法贈上人（富田日法、富田阿闍梨、道号は慈妙）
- 第5代 圓妙院日彰上人（中島日彰、相模阿闍梨、道号は広政）
- 第6代 大東院日明贈上人（柿沼日明、慈光阿闍梨、道号は広澄）
- 第7代 常照院日修贈上人（野村日修、要行阿闍梨、道号は学道）
- 第8代 常宣院日至贈上人（尾林日至、妙源阿闍梨、道号は広徳）
- 第9代 慧彰院日裕上人（土居崎日裕、微妙阿闍梨、道号は慈成）
- 第10代 慧厚院日叡（水島日叡、智妙阿闍梨、道号は公正）

## 所在地
- 東京都品川区西品川1丁目6-26

## 寺院周辺
- 国際自動車教習所
- 東日本旅客鉄道東京総合車両センター

## 交通アクセス
- 山手線大崎駅から徒歩10分
- 大井町駅から徒歩15分